# NGC 1415
NGC 1415 is een spiraalvormig sterrenstelsel in het sterrenbeeld Eridanus. Het hemelobject werd op 9 december 1784 ontdekt door de Duits-Britse astronoom William Herschel.

## Synoniemen
- IC 1983
- PGC 13544
- ESO 482-33
- MCG -4-9-47
- IRAS 03387-2243
- AM 0338-224